# Máncora (película)
Máncora es una película peruana  del director peruano Ricardo de Montreuil. Se estrenó en 2008 como parte de la Selección Oficial del Festival Internacional de Sundance y el Festival de Cannes, y en los cines peruanos, el 3 de septiembre de 2009.
Pese a abarcar la temática juvenil, que estaba de moda en Perú por aquellos años (como la película Mañana te cuento), no gozó de éxito en taquilla.

## Producción
En julio de 2007 se inició su rodaje.

## Sinopsis
Tras el suicidio de su padre y una decepción amorosa, Santiago, un joven limeño, intenta encontrar su rumbo de vida y viaja a Máncora, un idílico paraje en la costa norte peruana. En esta travesía, lo acompañan su hermanastra española Ximena y el esposo de ella, el estadounidense Íñigo. También, un joven mochilero brasileño apodado Batú.

## Elenco
- Jason Day como  Santiago Pautrat[7]
- Elsa Pataky como Ximena Saavedra
- Enrique Murciano como Íñigo
- Phellipe Haagensen como Andrés "Batú"
- Liz Gallardo como "La Mexicana" (barman mexicana)
- Anahí de Cárdenas como Ana María[7]
- Ángela Alegría como "La Chachi"
- Oscar Adrianzén como Luis (el piurano)
- Carolina Cano como Mariana
- Jorge Rodríguez Paz como el chamán
- Hernán Romero como asistente social de la universidad
- Sandro Calderón como el mototaxista
- Ramsay Ross como Jean Pautrat (padre de Santiago)
- Lucía Ojeda como asistenta de la galería de fotografía española Cuchi Cuchi
- Álvaro Fernández como "El Mono"
- Sebastián Stimman como el amante de Mariana
- Ricardo Mejía como Don Tato
- Andrés Arellano como Chester Creek
- Milagros Tejada como madre de Santiago
- Sebastián Meneses como Santiago Pautrat de pequeño

## Festivales
- Official Selection Sundance Film Festival 2008[8]
- Official Selection Edinburgh International Film Festival 2008
- Official Selection Ibiza International Film Festival 2008
- Official Selection Mill Valley Film Festival 2008
- Official Selection Stockholm International Film Festival 2008
- Official Selection Sao Paolo International Film Festival 2008
- Official Selection AFI Latin American Film Festival 2008
- Official Selection Seattle International Film Festival 2008
- Official Selection New York International Latino Film Festival 2008
- Official Selection Bergen International Film Festival 2008
- Official Selection Los Angeles Latino International Film Festival 2008

## Premios
- El Festival Internacional de Cine de Ibiza de 2008 entregó a Enrique Murciano el Premio al mejor actor de reparto.